# Welcome to the Family
Welcome to the Family es el segundo EP de Avenged Sevenfold. Fue lanzado el 21 de diciembre de 2010 por Warner Bros. El EP incluye "Welcome to the Family", "4:00 a.m", y "Seize the Day (En vivo en Seattle)". La canción "4:00 a.m." es una canción inédita de las sesiones de Nightmare, de las sesiones de entrevistas M. Shadows en Revolver Magazine Special Edition, productos especiales a través de teléfono. Una vista previa de la canción "4:00 a.m." fue lanzada en Amazon.

## Lista de canciones
Todas las canciones escritas y compuestas por Avenged Sevenfold. 
| N.º   | Título                            | Duración |  |
| 1.    | «Welcome to the Family»           | 4:05     |  |
| 2.    | «4:00 AM (version deluxe)»        | 5:00     |  |
| 3.    | «Seize the Day (Live in Seattle)» | 5:38     |  |
| 14:43 |                                   |          |  |

## Créditos

### Avenged Sevenfold
- M. Shadows - voz
- Synyster Gates - guitarra, coros
- Zacky Vengeance - guitarra, coros
- Johnny Christ - bajo, coros
- The Rev - batería, coros

### Músicos adicionales
- Mike Portnoy — batería

### Producción[2]
- Mike Elizondo — productor
- Andy Wallace — mezclador
- Ted Jensen — remasterizador
- Cam Rackam — arte de la portada